# Józef Alicki
Józef Alicki, ps. „Łukasz”, „Dubicz”, „Horba” (ur. 12 października 1913, zm. 9 czerwca 1989 w Iławie) – polski hubalczyk, wachmistrz Wojska Polskiego.

## Życiorys
Przebywał w Rzeczycy po rozwiązaniu oddziału majora Henryka Dobrzańskiego. Organizował tam wspólnie z ks. Ptaszyńskim pluton konspiracyjny. Wyjechał jesienią 1940 w Miechowskie, gdzie jako instruktor wyszkolenia działał w konspiracji. Pracował od marca 1941 w wojskowym wywiadzie Związku Walki Zbrojnej. Po napaści Niemców na Związek Radziecki wyjechał w lipcu do Wilna w grupie, która była zawiązkiem Ośrodka Północ I. Był kurierem, występował pod pseudonimem „Łukasz” i przywoził do centrali w Warszawie informacje. Otrzymał za czyny bojowe Krzyż Walecznych. Od połowy 1942 do maja 1944 pracował w wywiadzie Armii Krajowej w Białymstoku, a następnie pełnił funkcję oficera do zleceń w dowództwie 30 Dywizji Armii Krajowej. Brał udział w walkach dywizji i pod Wyżarami był ranny. Odznaczony po raz drugi Krzyżem Walecznych i przedstawiony do odznaczenia Krzyżem Virtuti Militari. Mianowany podporucznikiem rozkazem dowódcy dywizji z dnia 14 sierpnia 1944. Służył do jej rozwiązania.
Po wojnie osiadł na stałe w Iławie, gdzie zmarł 9 czerwca 1989. Jest pochowany na cmentarzu komunalnym, który mieści się przy ulicy Ostródzkiej.